# Drapeau de l'OTAN
Le drapeau de l’Organisation du traité de l'Atlantique nord est composé d’une rose des vents blanche à quatre directions accompagnée de quatre lignes radiales blanches sur un fond bleu foncé (nuance Pantone 280).
Le cercle représente l’unité et la coopération, et la rose des vents la route commune vers la paix sur laquelle les pays membres se sont engagés. Le bleu symbolise l’océan Atlantique.
Le drapeau fut adopté le 14 octobre 1953, soit quatre ans après la création de l’organisation (4 avril 1949).

## Caractéristiques officielles
- Longueur : 400 (en unités)
- Largeur : 300
- Étoile : 150

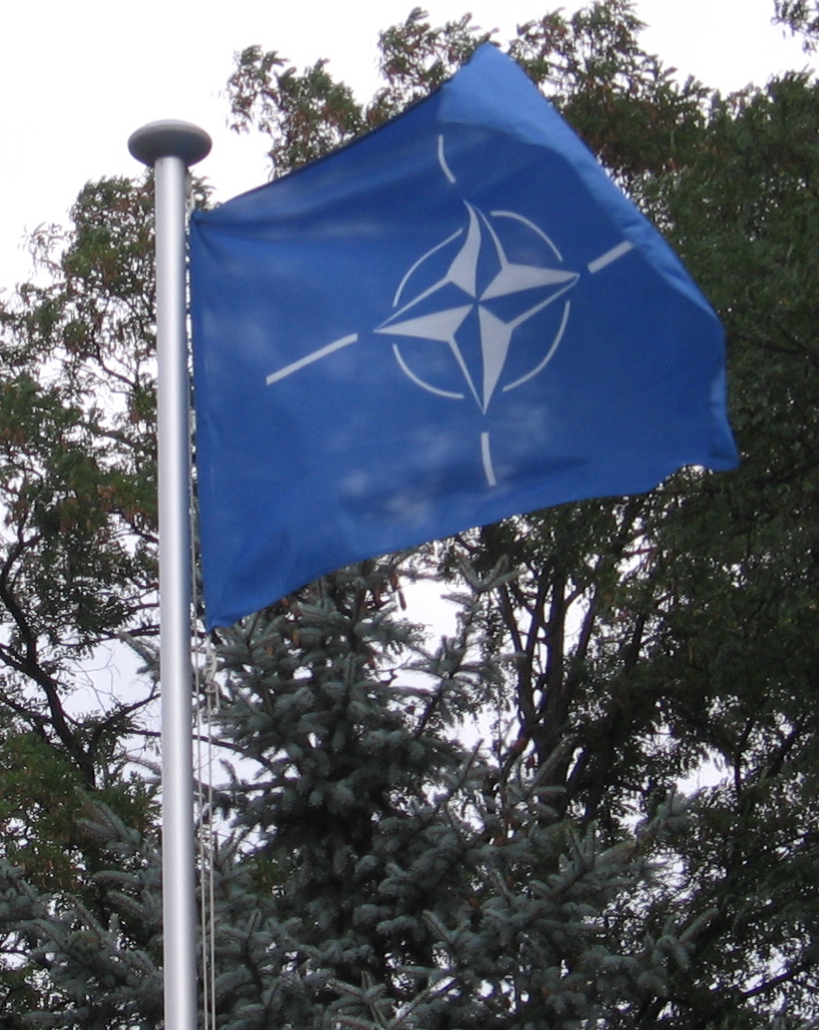
Le drapeau flottant lors d’un sommet en Pologne.

- Diamètre du cercle derrière l’étoile : 115
- Espace entre la ligne et la pointe de l’étoile : environ 10
- Espace entre la ligne et la bordure : environ 30

## Compléments